# Швеція на літніх Олімпійських іграх 1956
Швеція брала участь у Літніх Олімпійських іграх 1956 року у Мельбурні (Австралія) удванадцяте за свою історію, і завоювала 19 медалей (8 золоті, 5 срібних і 6 бронзових медалей), посівши у загальному заліку 6 місце. Збірну країни представляли 88 спортсменів (74 чоловіки та 14 жінки).

## Медалісти
| Медаль | Спортсмени                                                                             | Вид спорту                      | Дисципліна                                                     |
| ------ | -------------------------------------------------------------------------------------- | ------------------------------- | -------------------------------------------------------------- |
| Золото | Герт Фредрікссон                                                                       | Веслування на байдарках і каное | Каное-одиночки, 1000 метрів (чоловіки)                         |
| Золото | Герт Фредрікссон                                                                       | Веслування на байдарках і каное | Каное-одиночки, 10000 метрів (чоловіки)                        |
| Золото | Петрус Кастенман                                                                       | Кінний спорт                    | Індивідуальне триборство                                       |
| Золото | Анрі Сен-Сір                                                                           | Кінний спорт                    | Індивідуальна виїздка                                          |
| Золото | Адольф Больтенстерн (молодший) Генелль Перссон Анрі Сен-Сір                            | Кінний спорт                    | Командна виїздка                                               |
| Золото | Ларс Галль                                                                             | Сучасне п'ятиборство            | Чоловіки                                                       |
| Золото | Яльмар Карлссон Стуре Сторк Ларс Терн                                                  | Вітрильний спорт                | 5½ метровий клас (чоловіки)                                    |
| Золото | Лейф Вікстрем Фольке Булін Бенгт Пальмквіст                                            | Вітрильний спорт                | Клас Дракон (чоловіки)                                         |
| Срібло | Карін Ліндберг Анн-Софі Петтерссон Ева Ренстрем Еві Берггрен Доріс Гедберг Мауд Карлен | Гімнастика                      | Командні змагання (жінки)                                      |
| Срібло | Свен Гуннарссон Олле Ларссон Івар Аронссон Йоста Ерікссон Бертіль Йоранссон            | Академічне веслування           | Четвірки з рульовим (чоловіки)                                 |
| Срібло | Улоф Шельдберг                                                                         | Стрільба                        | Стрільба по рухомій мішені, 100 м (чоловіки)                   |
| Срібло | Едвін Вестербю                                                                         | Боротьба                        | Греко-римська боротьба — до 57 кг (чоловіки)                   |
| Срібло | Вілліам Турессон                                                                       | Гімнастика                      | Вільні вправи (чоловіки)                                       |
| Бронза | Юн Юнггрен                                                                             | Легка атлетика                  | Спортивна ходьба (чоловіки)                                    |
| Бронза | Анн-Софі Петтерссон                                                                    | Гімнастика                      | Опорний стрибок (жінки)                                        |
| Бронза | Юн Сундберг                                                                            | Стрільба                        | Дрібнокаліберна гвинтівка, 50 метрів, три положення (чоловіки) |
| Бронза | Пер Гуннар Берлін                                                                      | Боротьба                        | Греко-римська боротьба — до 73 кг (чоловіки)                   |
| Бронза | Руне Янссон                                                                            | Боротьба                        | Греко-римська боротьба — до 79 кг (чоловіки)                   |
| Бронза | Карл-Ерік Нільссон                                                                     | Боротьба                        | Греко-римська боротьба — до 87 кг (чоловіки)                   |